# 安德烈·波普
安德烈·波普（德語：Andreas Popp，1973年—)，巴伐利亞州安斯巴赫人，德國法學家暨法學教授，任教於德國康斯坦茨大學（Universität Konstanz）法律系德國暨歐盟刑法與刑事訴訟法、資訊科技刑法與法哲學教席。
波普1992年起進入帕紹大學（Universität Passau）攻讀法學，並於1999年取得第一次國家考試資格。並在慕尼黑高等法院的實習訓練後，於2002年通過第二次國家考試。接續，波普回到帕紹大學擔任伯恩哈特‧哈夫克教授之學術助理，並於2004年回校以最優秀成績（summa cum laude）取得博士學位。2006年至2008年，波普曾於波鴻魯爾大學取得犯罪與警察學碩士之學位。爾後，2009年回到帕紹大學擔任伯恩哈特‧哈夫克教授之學術研究助理，以進一步取得教席資格。
波普取得教席資格後，曾陸續任教於符茲堡大學、哈根函授大學、慕尼黑大學，並於2013年起，擔任柏林洪堡大學客座教授，期間2007年波普曾獲得巴伐利亞教育部傑出教學獎（Preis für gute Lehre）之殊榮。2014年冬季學期起，波普接替楊格‧埃瑟勒之教席，於康斯坦茨大學任德國暨歐盟刑法與刑事訴訟法、資訊科技刑法與法哲學教席。